# Асиметричне відношення
Властивості бінарних відношень:
{\displaystyle \forall a,b,c\;\in {X}:}
рефлексивність {\displaystyle (aRa)\!}

антирефлексивність {\displaystyle \lnot (aRa)\!}

симетричність {\displaystyle aRb\Rightarrow bRa\!}

асиметричність {\displaystyle aRb\;\Rightarrow \lnot (bRa)}

антисиметричність {\displaystyle aRb\wedge bRa\Rightarrow a=b}

транзитивність {\displaystyle aRb\wedge bRc\Rightarrow aRc}

антитранзитивність {\displaystyle aRb\wedge bRc\Rightarrow \lnot (aRc)}

повнота {\displaystyle aRb\vee bRa\!}
В математиці, бінарне відношення R на множині X є асиметричним, коли для будь-яких a та b з X, якщо a перебуває у відношенні до b, то b не перебуває у відношенні до a.
Формально:
{\displaystyle \forall a,b\in X,\ aRb\;\Rightarrow \lnot (bRa)}.

## Приклади асиметричних відношень
- {\displaystyle <\!} «менше» (якщо a > b, тоді a < b є неможливими).
- {\displaystyle >\!} «більше»

## Властивості
Асиметричне відношення є антисиметричним та антирефлексивним одночасно.